# Cleptocaccobius scrofa
Cleptocaccobius scrofa är en skalbaggsart som beskrevs av Vladimir Balthasar 1942. Cleptocaccobius scrofa ingår i släktet Cleptocaccobius och familjen bladhorningar. Inga underarter finns listade i Catalogue of Life.